# Jackson Peak (Wind River Range)
Der Jackson Peak ist mit einer Höhe von 4120 m der achthöchste Berg des US-Bundesstaates Wyoming und der siebthöchste der Wind River Range im Westen des Bundesstaates. Er liegt auf der kontinentalen Wasserscheide am Hauptkamm der Gebirgskette, südöstlich des Fremont Peak und nordwestlich des durch den Indian Pass getrennten Knife Point Mountain. An der Nord- bzw. Ostflanke des Berges liegen mit dem Bull Lake Glacier und dem Knife Point Glacier zwei der größten Gletscher der Wind River Range. Die Gegend um den Jackson Peak ist vollständig als Wildnis-Schutzgebiet ausgewiesen – der Berg liegt innerhalb der Grenzen der Bridger Wilderness des Bridger-Teton National Forest sowie der Fitzpatrick Wilderness des Shoshone National Forest. Benannt wurde der Berg nach dem Fotograf und Abenteurer William Henry Jackson.

## Besteigung
Die anspruchsvolle Besteigung des abgelegenen Berges nimmt drei bis fünf Tage in Anspruch. Ausgangspunkt für eine Besteigung des Jackson Peak ist der Elkhart Park Trailhead, der von Pinedale erreicht werden kann. Von dort folgt man dem Pole Creek Trail zum Island Lake und wandert von dort weiter bis zur Kreuzung mit den Wanderwegen Titcomb Trail und Indian Basin Trail. Man folgt Ersterem nach Osten und erreicht die Island Lakes, an denen die eigentliche Besteigung des Berges startet. Diese führt zum Indian Pass zwischen Jackson Peak und Knife Point Mountain und von dort über den Südostgrat zum Gipfel.

## Belege
1. ↑  Jackson Peak - Peakbagger.com. Abgerufen am 10. April 2024.
2. ↑  Fremont Peak, WY. TopoQuest, abgerufen am 10. April 2024.
3. 1 2  Jackson Peak : Climbing, Hiking & Mountaineering : SummitPost. Abgerufen am 10. April 2024.